# Mercyful Fate
Мерсифул Фејт (енгл. Mercyful Fate) је дански хеви метал бенд који је утицао на развој блек, треш, пауер и прогресивног метала.

## Каријера
Бенд је основан 1981. године у Копенхагену, Данска. Крајем 1982. године Мерсифул Фејт су снимили свој први албум, који је својим злим темама и имиџом касније инспирисао блек метал жанр (иако се Веном и Батори сматрају подједнако одговорним за зачетак поменутог жанра). Већ следеће године издају албум „Melissa", а 1984. и „Don't Break the Oath", који се данас сматрају класицима у оквиру хеви метал музике. Бенд се 1984. године распао, а од 1992. до 1999. су снимили још неколико албума, мада са нешто измењеним члановима.

## Мелиса
Мелиса је име лобање коју је Кинг Дајмонд поседовао, а и име измишљене вештице која се појављује у трима песмама. Лобања је украдена у току концерта у Холандији.

## Дискографија
- (1983)
- (1984)
- (1993)
- (1994)
- (1996)
- (1998)
- 9 (1999)